# نوآوای معمولی
نوآوای معمولی (نام علمی: Newtonia brunneicauda) نام یک گونه از سرده نوآواها است.